# Костас Салапасідіс
Костас Салапасідіс (англ. Kostas Salapasidis, нар. 1 липня 1978, Мельбурн) — австралійський футболіст грецького походження, що грав на позиції нападника.

## Клубна кар'єра
У дорослому футболі дебютував 1995 року виступами за команду клубу «Аделаїда Сіті», в якій провів три сезони, взявши участь у 45 матчах Національної футбольної ліги. Більшість часу, проведеного у складі «Аделаїда Сіті», був основним гравцем атакувальної ланки команди.
Протягом 1998—1999 років захищав кольори іншої місцевої команди «Вуллонгонг Сіті», після чого став гравцем «Компостели» з іспанської Сегунди. Відіграв за клуб із Сантьяго-де-Компостела наступні два сезони своєї ігрової кар'єри - у першому він зіграв 9 ігор у чемпіонаті, забив єдиний гол, у другому сезоні провів лише 4 гри, не забивши жодного голу.
В подальшому грав на батьківщині за клуб «Аделаїда Сіті» та грецьку «Каллітею», а 2003 року завершив кар'єру через травму, виступаючи за «Парраматта Пауер» у вищому дивізіоні Австралії.
Втім Костас двічі відновлював свою кар'єру, аби пограти за нижчолігові австралійські клуби «Саут Мельбурн» та «Аделаїда Гелексі».

## Виступи за збірну
1997 року залучався до складу молодіжної збірної Австралії, разом з якою бав участь у молодіжному чемпіонаті світу в Малайзії. У всіх трьох матчах групового етапу проти Канади (0:0), Угорщини (1:0), та Аргентини (4:3) Салапасідіс виходив в основі і у третьому з цих матчів Костас забив усі чотири голи у ворота аргентинців, у захисті яких грали такі зіркові у майбутньому футболісти як Вальтер Самуель та Естебан Камб'яссо. Цей результат дозволив австралійцям стати єдиною командою, що обіграла Аргентину, що в подальшому здобула золоті нагороди цього турніру, а також вийти в плей-оф. Там Австралія мала зіграти проти Японії і програла 1:0, вилетівши з турніру, а Салапасідіс знову відіграв усю гру.

## Титули і досягнення
- Переможець Молодіжного чемпіонату ОФК: 1997